# Ist
Ist (wł. Isto) – wyspa leżąca w chorwackiej części Morza Adriatyckiego. Jej powierzchnia wynosi 9,734 km² a długość linii brzegowej 23,031 km. Zlokalizowana jest pomiędzy wyspami Molat i Škarda. Najbliższym miastem na kontynencie jest Zadar. Jest jedną z 47 zamieszkanych wysp Chorwacji. W 2011 roku liczyła 182 mieszkańców.
W 2001 na wyspie mieszkały 202 osoby. Rząd Chorwacji zachęca do osiedlania się na wyspie poprzez Narodowy Program Rozwojowy.